# NGC 3010
NGC 3010 ist eine elliptische Galaxie vom Hubble-Typ E im Sternbild Großer Bär am Nordsternhimmel. Sie ist schätzungsweise 198 Millionen Lichtjahre von der Milchstraße entfernt.
Das Objekt wurde am 17. März 1828 vom britischen Astronomen John Herschel entdeckt.
Die Identifizierung der Galaxie ist jedoch sehr ungewiss. Die nahegelegene Galaxie NGC 3009 wird von allen in der Galaxie PGC 28303 konsultierten Quellen identifiziert, mit Ausnahme von Professor Courtney Seligman, der behauptet, es sei die Galaxie PGC 28330. Die Auswahl für die Galaxie NGC 3010 ist jedoch komplizierter, da sich in dieser Region drei weitere Galaxien (PGC 28330, 28335 und 28340) befinden, die östlich von NGC 3009=PGC 28303? liegen und jeweils im NGC-Katalog mit dem Buchstaben A-C klassifiziert sind.